# Czarny Staw Gąsienicowy
Czarny Staw Gąsienicowy je karové ledovcové jezero ve skupině Gąsienicowých Stawů ve Vysokých Tatrách v Polsku. Je největším jezerem Doliny Gąsienicowe a jedním ze dvou nacházejících se v její východní části, nazývané Dolina Czarna Gąsienicowa, přičemž druhým je Zmarzły Staw Gąsienicowy. Má rozlohu 17,9440 ha a je 666 m dlouhé a 424 m široké. Dosahuje maximální hloubky 51,0 m a objem vody v něm činí 3 797 800 m³. Leží v nadmořské výšce 1620 m. Je to čtvrté nejhlubší a šesté největší jezero Tater.

## Okolí
Jezero má oválný tvar. Nad jeho západním břehem se zvedá štít Kościelec. Poblíž severovýchodního pobřeží je malý (310 m²) ostrov porostlý klečí. Vznikl na bývalém oblíku. V roce 1909 bylo plánováno na ostrově postavit mauzoleum Juliusze Słowackého, ale v důsledku protestů ochranářů k tomu nedošlo. Ze severu jezero uzavírá skalní práh, ze kterého vytéká Czarny Potok Gąsienicowy. Od roku 1884 stál na břehu bufet, který vlastnil Józef Sieczki ze Zakopaného. Byl zničen požárem v roce 1920.

## Vodní režim
Průhlednost vody je 12 m. Je zbarvená safírově, přičemž z tohoto tmavě modrého až téměř černého odstínu, způsobeného zastíněním blízkým štítem a sinicemi Pleurocapsa polonica rostoucími na balvanech na břehu, pochází i jméno jezera. Jezero zamrzá většinou v říjnu až listopadu, rozmrzá v květnu až červenci. V roce 1881 bylo uměle zarybněno. Byl zde vysazen pstruh obecný potoční a siven americký. Na jihovýchodním konci do jezera ústí Czarny Potok Gąsienicowy a odtéká přes skalní práh na sever. Na západě má jezero ještě jeden přítok ze Żlebu Zaruskiego. Rozměry jezera v průběhu času zachycuje tabulka:
| Rok  | Měření prováděl | Rozloha ha | Délka m | Šířka m | Hloubka max.m | Objem m³  |
| ---- | --------------- | ---------- | ------- | ------- | ------------- | --------- |
| —    | WET             | 17,79      | 666     | 424     | 51            | 3 800 000 |
| 2005 | Gregor, Pacl    | 17,9440    | —       | —       | 51,0          | 3 797 800 |

## Přístup
Jezero bylo od počátku 19. století oblíbené turisty. Bylo tématem obrazů Alfreda Schouppé, Wojciecha Gersona, Leona Wyczółkowského a mnohých dalších. Měření jeho nadmořské výšky provedl již v roce 1852 Stefan Ludwik Kuczyński. Přesnější měření provedl Eugeniusz Klemens Dziewulski v roce 1881 a Ludomir Sawicki v roce 1909.
- – podél východního pobřeží probíhá trasa turistické stezky Hala Gąsienicowa – Zawrat.
  - Doba cesty z chaty "Murowaniec" k Czarnemu Stawu: 30 min, 20 min zpět.
  - Doba cesty od Czarneho Stawu na Zawrat: 1:50 h, 1:20 h zpět.
- – na východním břehu z modré značky odbočuje žlutá na vrchol Skrajny Granat. Čas: 01:45 h, 01:20 h zpět.
- – na severním břehu z modré odbočuje černá značka na Mały Kościelec a dále do průsmyku Karb a na Kościelec (trasa vytvořená v roce 1961, dřívější, kterou vytyčilo Polskie Towarzystwo Tatrzańskie, vedla roklí přímo k průsmyku). Doba cesty na Karb: 40 min, 30 min zpět.[2]